# John Fitch (inventor)
John Fitch (South Windsor, Connecticut, els Estats Units, 21 de gener de 1743 - Bardstown, Kentucky, 2 de juliol de 1798), va ser un fabricant de rellotges, llauner i ferrer que va construir el primer vaixell de vapor als Estats Units (1786).
El primer intent amb èxit de fer navegar aquest vaixell es va realitzar al riu Delaware el 22 d'agost de 1787, en presència d'una sèrie de delegats de la Convenció Constitucional. Fitch va obtenir la patent el 26 d'agost de 1791, després d'una baralla amb James Rumsey que havia fabricat un invent molt semblant. La idea de Fitch es va fer rendible dècades més tard gràcies a Robert Fulton.
La tardor de 1777, Fitch va vendre cervesa i tabac als britànics; George Washington li va manifestar a Fitch el seu menyspreu per aquesta actitud i Fitch es va suïcidar en 1798.